# Opòssum rata moreu
L'opòssum rata moreu (Caenolestes convelatus) és una espècie d'opòssum rata originària de Colòmbia i l'Equador.